# Castillo de Argirókastro

Restos de un muro del castillo de Argyrokastro.

Argyrokastro o Argirokastro (en griego: Αργυρόκαστρο, «castillo de plata») es un castillo en la región del Peloponeso, Grecia. Está situado en la zona montañosa prefectura de Arcadia, cerca del pueblo de Magouliana a una altitud de 1.450 m. También es conocido como el Gortyniako dynamari (Γορτυνιακό δυναμάρι, «bastión de Gortina»).
El castillo fue construido durante el dominio franco por la dinastía Villehardouin del Principado de Acaya, y sirvió como su residencia de verano. Magouliana fue renombrada como Argyrokastro el 20 de agosto de 1927, pero se revirtió su nombre otra vez.